# Đulovac
Đulovac – wieś w Chorwacji, w żupanii bielowarsko-bilogorskiej, w gminie Đulovac. W 2011 roku liczyła 957 mieszkańców.